# Lynx des cavernes
Lynx spelaea
Espèce
Synonymes
† Lynx pardinus spelaeus
Le lynx des cavernes (Lynx spelaea) est une espèce fossile de lynx dont des traces ont été retrouvées au Paléolithique et au Mésolithique.
Le lynx des cavernes, Lynx pardinus spelaeus ou Lynx spelea, possède des caractéristiques intermédiaires entre le Lynx boréal (Lynx lynx) et le Lynx pardelle (Lynx pardinus). Il est possible que le lynx d’Issoire ait évolué vers le lynx des cavernes, qui par la suite a évolué vers le lynx pardelle.
Des traces du lynx des cavernes ont été retrouvées dans les grottes de l’Observatoire à Monaco et de Grimaldi en Italie. En France, les recherches archéologiques ont mis au jour des fossiles en Dordogne, dans le Lot, dans l'Aveyron, dans l'Hérault, le Gard, le Vaucluse, les Bouches-du-Rhône, les Pyrénées-Orientales et les Alpes maritimes.